# Jacques Dutronc au Casino
Albums de Jacques Dutronc
CQFD…utronc
(1987) Intégrale Dutronc, les années Columbia
(1992)
Jacques Dutronc au Casino est un album en concert du chanteur et acteur français Jacques Dutronc, sorti en 1992.

## Historique
Dutronc, qui vient d'obtenir un César du meilleur acteur pour Van Gogh de Maurice Pialat, est en tournage en Suisse pour un film de Michel Deville (Toutes peines confondues) quand la décision est prise de remonter sur scène une vingtaine d'années après son dernier concert.
Au départ, ce ne devait être qu'un récital au Casino de Paris pendant quelques semaines mais, devant le succès rencontré, Dutronc se lance dans une tournée de plusieurs mois, avec un retour au Casino de Paris au printemps, et un triomphe en Belgique et au Festival de La Rochelle. Ce disque s'est vendu, selon les derniers chiffres disponibles début 2010 (site InfoDisc) à 761 400 exemplaires, ce qui en fait le 5e disque live le plus vendu en France (double disque de platine).
Il s'agit du LP/CD le plus vendu de Dutronc. De plus, le single L'Opportuniste sera classé 21e dans le Top 50 des meilleures ventes, obtenant plus de succès que lors de sa sortie en 1968. Outre L'Opportuniste, l'album inclut La Fille du père Noël et Les Cactus, des classiques du répertoire de Jacques Dutronc.

## Liste des chansons
1. L'Opportuniste (3:59)
2. J'aime les filles (3:38)
3. La Fille du Père Noël (2:59)
4. Qui se soucie de nous (3:35)
5. Les Roses fanées (3:22)
6. Les Cactus (3:32)
7. J'comprends pas (3:23)
8. L'Hymne à l'amour (moi l'nœud) (3:24)
9. Opium (4:08)
10. Corsica (5:40)
11. À la vie, à l'amour (3:15)
12. J'ai déjà donné (4:20)
13. Entrez m'sieur dans l'humanité (3:30)
14. L'Âme sœur (3:05)
15. Berceuse (3:25)
16. Il est cinq heures, Paris s'éveille (3:01)
17. La Compapadé (4:10)
18. Merde in France (Cacapoum) (4:42)
19. Et moi et moi et moi (3:58)

### Musiciens
- Basse: Jannick Top
- Batterie: André et J.P.Ceccarelli
- Guitares: Khalil Chahine et Erdal Kızılçay
- Violon: Erdal Kızılçay
- Claviers: Bernard Acardio et Erdal Kızılçay
- Flûte: Nathalie Cotte
- Chœurs: Joaquina Belaunde, Erdal Kızılçay, Bernard Acario
- Chanteurs Corses: J.P. Orsini, J.P. Lanfranchi, J.P. Sabiani
- Direction musicale: Erdal Kızılçay

## Certification
| Région                                                                                                 | Certification | Ventes/Streams |
| --- | ------------- | -------------- |
| France (SNEP)                                                                                          | 2 × Platine   | 600 000*       |
| *Ventes selon la certification ^Mise en rayon selon la certification xNon précisé par la certification |               |                |